# Salto do Lontra
Salto do Lontra là một đô thị thuộc bang Paraná, Brasil. Đô thị này có diện tích 313,29 km², dân số năm 2007 là 12832 người, mật độ 38,2 người/km².